# Johann Nepomuk Pertsch
Johann Nepomuk Pertsch (* 1780/1784 in Buchhorn a. Bodensee; † 27. Juli 1835 in München) war ein deutscher Architekt und Maler in der Zeit des Klassizismus.

St. Matthäus an der Sonnenstraße (an der Einmündung der heutigen Schwanthaler Straße), die 1938 durch die Nationalsozialisten abgebrochen wurde

Pertsch war Schüler des Münchner Architekten Karl von Fischer und in der Regierungszeit von König Ludwig I. Oberbaurat in München. In dieser Funktion errichtete Pertsch 1824 die Fronfeste am Anger, ein Untersuchungsgefängnis, das heute nicht mehr steht. Als sein Hauptwerk gilt die erste evangelische Pfarrkirche Münchens. Lange hatte König Ludwig I. den Bau einer protestantischen Kirche abgelehnt, darunter auch Entwürfe von Leo von Klenze. 1827 genehmigte er schließlich den Bau an der Sonnenstraße nahe dem Münchner Karlsplatz (Stachus) nach dem Entwurf Pertschs, der einen klassizistischen Rundbau mit Turm vorschlug. Das ursprünglich offiziell als „Protestantische Kirche Münchens“ bezeichnete Gotteshaus wurde 1833 eingeweiht und erhielt erst ab etwa 1885 – nach dem Bau einer zweiten protestantischen Kirche in München – den Namen St. Matthäus.
1818 half Pertsch seinem älteren Bruder, dem weit bekannteren Architekten Matthäus Pertsch (1769–1834) unter anderem beim Bau der griechisch-orthodoxen Kirche San Nicolò dei Greci in Triest. Später war Johann Nepomuk Pertsch für eine Mautbehörde in Trient tätig. Studienreisen nach Rom, Florenz und Venedig sind belegt.